# 1938 في البرتغال
فيما يلي قوائم الأحداث التي وقعت خلال عام 1938 في البرتغال.

## رياضة
- 8 مايو – الدوري البرتغالي الممتاز 1937–38 الفائز نادي بنفيكا.

## مواليد

### فبراير
- 11 فبراير – سيمون دي أوليفيرا ممثلة برتغالية.

### مارس
- 19 مارس – ماريا كافاكو سيلفا معلمة برتغالية.
- 29 مارس – مانويل مونتيرو دي كاسترو

### يونيو
- 17 يونيو – جوزيه مانويل مورينيو فيليكس لاعب كرة قدم.[1]
- 20 يونيو – أنطونيو روتشا

### سبتمبر
- 8 سبتمبر – جوزيه أغوستو توريس لاعب كرة قدم برتغالي.

### أكتوبر
- 5 أكتوبر – هومبيرتو فيرنانديز لاعب كرة قدم برتغالي.

### نوفمبر
- 1 نوفمبر – ألفريدو موريرا لاعب كرة قدم برتغالي.[2]

### ديسمبر
- 14 ديسمبر – مانويل كامبوس بينتو لاعب كرة قدم برتغالي.

## وفيات

### فبراير
- 16 فبراير – هال دي فورست (مواليد 1862) ممثل أمريكي.

### نوفمبر
- 30 نوفمبر – ألفريدو رودريغوس غاسبار (مواليد 1865) سياسي برتغالي.[3]